# Pressemarketing
Pressemarketing ist der Sammelbegriff für alle Marketingaktivitäten eines Presseverlages.

## Abgrenzung
In Abgrenzung zu Büchern sind Presseerzeugnisse periodisch erscheinende Printprodukte (Periodika), die in der Regel eine ISSN (International Standardized Serial Number) aufweisen und eine buchbinderische Verarbeitung (d. h. feste Bindung auf einer Seite, z. B. durch Faden- oder Klammerheftung oder Klebebindung).

## Ebenen
Pressemarketing umfasst drei Ebenen:
1. das Marketing im Rezipientenmarkt (Publikum bzw. Fachöffentlichkeit)
2. das Marketing im Werbemarkt, für Anzeigen, Beilagen, Beikleber, Beihefter und weitere Werbeformen
3. das Marketing im Bereich der Rechte- und Lizenzenverkäufe, also der Verwertung von Inhalten (Nachdruck) und Gestaltungskonzepten[6][7]

## Handlungsfelder
Als Handlungsfelder können Presseverlage hierzu bearbeiten:
- strategische Festlegungen (z. B. Zeitungen oder Zeitschriften mit oder ohne Werbung)
- Marktforschung, zur Erkundung der Bedingungen an den verschiedenen Märkten eines Presseobjekts
- Marketing-Mix, in den Unterteilungen
- Produktpolitik (Umfang einer Zeitung oder Zeitschrift, inhaltliche Themen, Angebot von Werberaum und Zusatzangebote wie Reisedienst und Handelswaren)
- Preispolitik (Festlegung der Verkaufspreise gegenüber Endabnehmern, Werbekunden, Handelspartnern; hierbei ist auf die Besonderheiten der Preisbindung nach § 30 GWB Gesetz gegen Wettbewerbsbeschränkungen zu verweisen)
- Distributionspolitik (Festlegung der Verkaufswege, z. B. über Einzelhandel, Großhandel, Werbetreibender Buch- und Zeitschriftenhandel, Bahnhofsbuchhandel, Direktvertrieb über Abonnements, Bereitstellung von Bordexemplaren etc., Festlegung des Vertriebsgebiets)
- Kommunikationspolitik mit den Elementen der Werbung, PR-ARbeit, dem persönlichen Verkauf (z. B. durch Haustürwerbung) und der Verkaufsförderung (z. B. durch kostenfreie oder preisreduzierte Probeabonnements)
- Marketing-Controlling, zur Evaluation der Marketingarbeit

## Gattungen
Entsprechend der jeweiligen Gattung stellen sich unterschiedliche Aufgaben. Zeitungen sollen täglich oder wöchentlich über Neuigkeiten und unterschiedliche Sachthemen berichten. Zeitschriften sind gegenüber Zeitungen von höherer materieller Qualität (vor allem höherwertige Papiere, buchbinderische Verarbeitung) und haben entsprechend ihrer Inhalte und Zielsetzungen verschiedene Ausrichtungen. Allgemein unterscheidet man Publikumszeitschriften, die sich an ein breites, allgemein interessiertes Publikum wenden, und Fachzeitschriften (FI-Titel), die für Erstellung und Nutzung deutlich weitergehende Fachkenntnisse voraussetzen. Diese unterteilen sich wiederum in Professional Interest (z. B. die Zeitschrift „new business“, „Horizont“, „werben & verkaufen“ oder „der neue vertrieb“) und Science/Scientific Interest (Zielgruppe: Forschungseinrichtungen und Hochschulen, zur akademischen Diskussion bestimmter Sachverhalte, z. B. die Zeitschrift „Publizistik“ oder „Medien & Kommunikation“ sowie die Zeitschrift „Medienwirtschaft“ oder die Daten aus „Media-Perspektiven“ der ARD-Forschung). Generell ist dabei darauf zu achten, dass die Marke eines Zeitungs- oder Zeitschriftentitels gepflegt wird, da mit ihr bestimmte Kundenerwartungen verbunden sind und diese Erwartungen ihre Marktstellung begründen. Objekttitel genießen als eingetragene Marken nach § 5 III MarkenG den gleichen Rechtsschutz wie andere Markenartikel.
Außer diesen beiden Kategorien gibt es eine Vielzahl von Gratis- und Verteilblätter, Mitgliederzeitschriften, Loseblatt-Sammelwerken, Kalendern etc., die ebenfalls eine ISSN aufweisen.

## Ressourcen
- Thomas Breyer-Mayländer/Andreas Werner: Vom Zeitungsverlag zum Medienhaus, Springer: Wiesbaden 2015.
- Peter Brummund: Struktur und Organisation des Pressevertriebs, 2. Aufl., K.G. Saur: München 2006.
- Martin Gläser: Medienmanagement, 4. Aufl., Vahlen Verlag München 2021.
- Thomas Hauser: Marketing im Verlagswesen, in: Jahrbuch der Absatz- und Verbrauchsforschung, 43. Jg. (4/1997), S. 348–382.
- Steffen Hillebrecht: Marketing für Presseverlage, 3. Aufl., LIT: Münster/West 2015.
- Lüthy, Katja: Zeitschriften/Sachgruppen, In: Jan Krone/Thomas Pellegrini (Hrsg.): Handbuch Medienökonomie, 2. Aufl., Springer: Wiesbaden 2020, S. 835–860.
- Lüthy, Katja: Die Zeitschrift, UVK: Konstanz 2013.
- Menhard, Edigna/Treede Thilo: Die Zeitschrift, UVK: Konstanz 2004.
- Stöber, Rudolf: Deutsche Pressegeschichte, UVK: Konstanz 2005.
- Weichler, Kurt; Endrös Stefan: Die Kundenzeitschrift, 2. Aufl., UVK: Konstanz 2010.
- Bernd W. Wirtz: Medien- und Internet-Management, 10. Aufl., SpringerMedia Wiesbaden 2019, S. 153–205.